# Diar Amor
Diar Amor est un musée situé à Tamezret en Tunisie.

## Bâtiment
Le musée se trouve dans un troglodyte sur la route de Matmata.

## Collection
Le musée expose divers objets de l'artisanat local qui retracent la vie dans la région du djebel Dahar.